# 涅夫捷庫姆斯克區

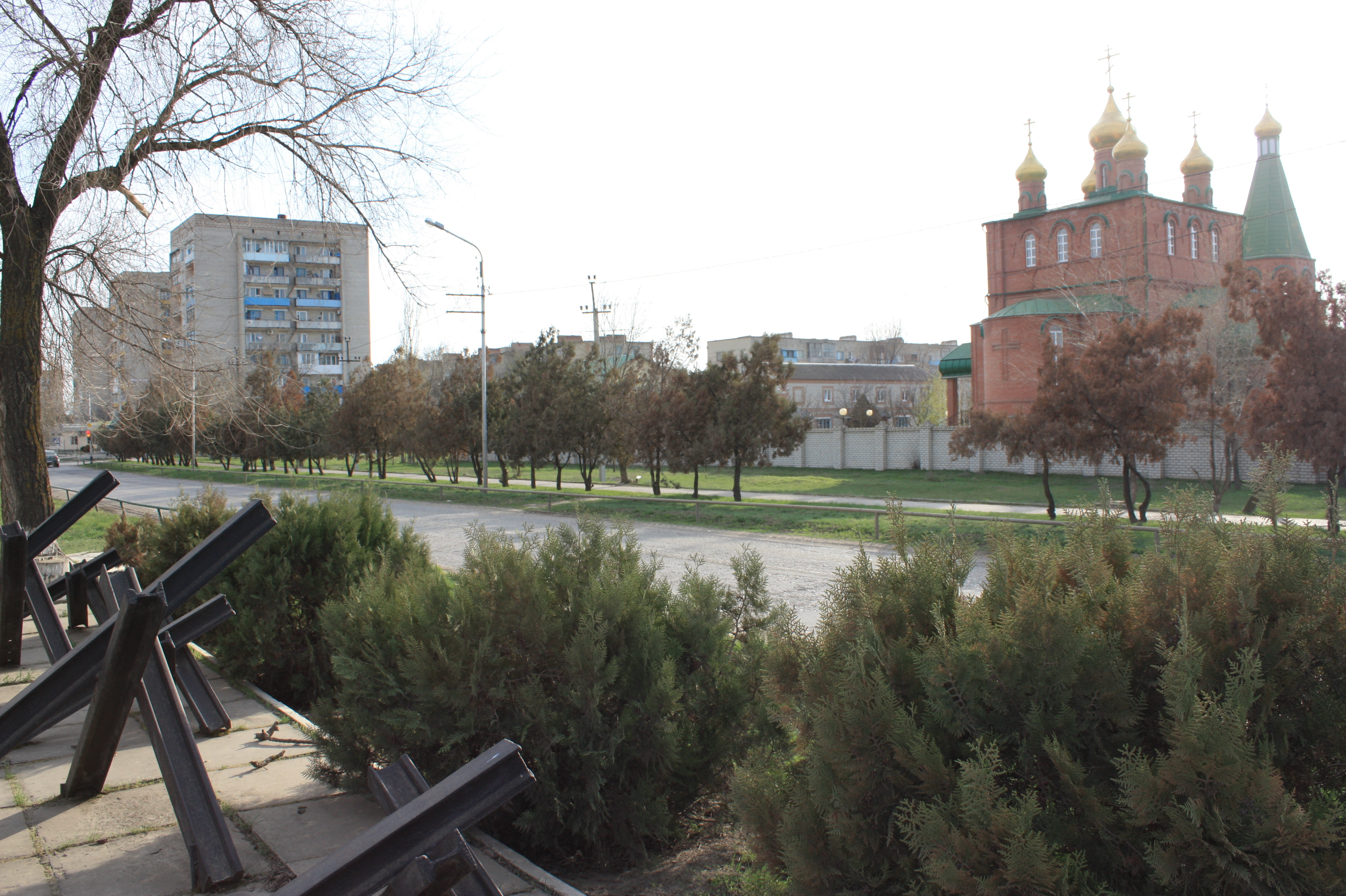

44°45′N 44°59′E / 44.750°N 44.983°E
涅夫捷庫姆斯克區（俄语：Нефтекумский район），是俄羅斯的一個區，位於該國西南部，由斯塔夫羅波爾邊疆區負責管轄，面積3,797平方公里，2010年該區人口68,778，人口密度每平方公里18.11人。